# Un poli
Un poli (títol original en francès: Un Flic) és una pel·lícula francesa dirigida el 1971/1972 per Jean-Pierre Melville i estrenada el 1972. Ha estat doblada al català.

## Argument
El dia abans de la nit de Nadal, un grup constituïda per Simon, Louis, Marc i Paul ataca un banc a Saint-Jean-de-Monts al departament francès de Vendée. En el transcurs d'aquest robatori, Marc és greument ferit. A París, el comissari Édouard Coleman comença el seu periple nocturn pels Champs-Élysées. Té la seva roba al carrer d'Armaillé, al Simon's, el club pertanyent al cap de la banda, Simon. És, en efecte, l'amant de Cathy, la «dona» de Simon. Per impedir que la policia arribi fins a ells, Marc, tanmateix hospitalitzat en una clínica, és mort per Cathy. Simon, Louis i Paul projecten un nou cop audaç: l'agressió de «Mathieu la Valise» que ha de transportar una important quantitat de droga a bord del tren de nit París - Lisboa. Simon aconsegueix abordar el tren a partir d'un helicòpter a l'alçada de Morcenx en les Landes i amaga la preciosa mercaderia. Édouard continua la seva investigació i deté Louis, que acaba parlant. El comissari torna al Simon's per fer comprendre a Simon, no sense una certa ambigüitat, que no ignora res de les seves activitats. Simon adverteix Paul que es suïcidarà abans de ser detingut. Simon organitza la seva fugida amb Cathy, però de bon matí Édouard l'abat, a l'Avinguda Carnot, davant de Cathy.

## Repartiment
- Alain Delon: Comissari Édouard Coleman
- Richard Crenna: Simon
- Catherine Deneuve: Cathy
- Riccardo Cucciolla: Paul Weber
- Michael Conrad: Louis Costa
- Paul Crauchet: Morand
- Simone Valère: la dona de Paul
- André Pousse: Marc Albouis
- Jean Desailly: el senyor distingit
- Valérie Wilson: Gaby
- Henri Marteau: Comissari Sasia
- Catherine Rheti
- Louis Grandidier
- Philippe Gasté: un policia
- Dominique Zentar
- Jako Mica
- Jo Tafanelli
- Stan Dylik
- Georges Florian
- Jean Minisini: Mathieu
- Roger Fradet
- Jacques Galland: el revisor del tren
- Jean-Pierre Posier
- Jacques Leroy: un gàngster
- Michel Fretault
- Gene Moyle
- Nicole Témime
- Pierre Vaudier
- Pamela Stanford

## Rodatge
L'atracament va ser rodat a Saint-Jean-de-Monts al cafè "Le Cardinal" (des d'aleshores "La Piscine") decorat com a banc i les escenes relatives al cos de policia a l'immoble de despatxos de la Serete a París.

## Musica de la pel·lícula
Els crèdits del final són cantats per Isabelle Aubret amb la cançó « C'est ainsi que les choses arrivent » compost per Charles Aznavour i Michel Colombier i escrita per Charles Aznavour.

## Rebuda de la crítica
Tristan Renaud a la revista Cinema  és decebut per l'evolució de Jean-Pierre Melville i sobretot per l'evolució dels seus temes, que esdevenen simples històries de lladres. Considera el guió com insignificant.
A la revista Positif, Gérard Legrand és també molt dur respecte a la pel·lícula: 
| « | No es gosa parlar de «buit», ja que aquesta paraula té encara alguna cosa de « mallarmé, que força el respecte. | » |

## Rebuda del públic
Després d'una estrena mundial a Lió per a la inauguració dels «4 Pathé» el 24 d'octubre de 1972, la pel·lícula surt l'endemà a París a 15 sales i 7 sales a la perifèria), amb 106.102 entrades la 1a setmana. Després d'11 setmanes d'explotació, la pel·lícula totalitza 354.806 entrades a París. En total, la pel·lícula totalitza més d'1,4 milió d'espectadors a tota França, lluny dels 4,3 milions del Cercle rouge, però prop de l'1,9 milions del Samurai.

## Al voltant de la pel·lícula
És l'última pel·lícula de Jean-Pierre Melville. Preparava la seva següent pel·lícula Contre-enquête amb Yves Montand. Després de la seva mort, Philippe Labro va intentar reprendre el projecte, després finalment hi va renunciar.
Jean-Pierre Melville ha col·locat a la pel·lícula els seus dos cotxes personals, un Pontiac Firebird gris de 1969, i un Plymouth Fury III negre de 1966 conduït per Alain Delon, com ja ho havia fet a Le Cercle rouge  el 1970.